# Список керівників держав 689 року
Список керівників держав 689 року — це перелік правителів країн світу 689 року.
Список керівників держав 688 року — 689 рік — Список керівників держав 690 року — Список керівників держав за роками

## Європа
- Абазгія — Костянтин I (680—710)
- Айлех — Фланд мак Маеле Туйле (681—700)
- Айргіалла — Маел Фотартайг мак Маел Дуб (677? — 697)
- Королівство Східна Англія — Ельдвульф (664—713)
- Арморика — Алан II (? — 690)
- Герцогство Баварія — Теодон II (680—716/718)
- Перше Болгарське царство — Аспарух (681—700)
- Брихейніог об'єднаний з Діведом (655—720)
- Волзька Болгарія — Котраг (660—710)
- король вестготів — Егіка (687—702)
- Вессекс — Інє (688—726)
- Візантійська імперія — Юстиніан II (685—695)
  - Неаполітанське герцогство — Бонель (687—696)
  - Равеннський екзархат — Іван II Платін (687—702)
- Королівство Гвент — Морган II Багатий (685—715)
- Гвікке — Осгер (679—692)
- Королівство Гвінед — Ідвал ап Кадваладр (683—720)
- Дал Ріада — Мел-Дуїн мак Конайлл (673—689) і Домналл II Дон (688—695)
- Дівед — Катен ап Гулідієн (670—690)
- Думнонія — Донарт ап Кулмін (661—700)
- Королівство Ессекс — Сігер (664—689); Себбі (689—694)
- Іберійське князівство — Гуарам II (684—693)
- Ірландія — верховний король Фінснехта Фледах мак Дунхад (675—695)
- Королівство Кент — Свебгард (688—692)
- Король лангобардів — Куніберт (688—689); Алагіз (689); Куніберт (689—700)
  - Герцогство Беневентське — Гізульф I (680–706)
  - Сполетське герцогство — Тразімунд I (665—703)
  - Герцогство Фріульське — Ландарій (678—694)
- Ленстер — Бран Мут мак Конайл (680—693)
- Маґонсете — Мергельм (685—700)
- Мерсія — Етельред I (675—704)
- Морганнуг — Морган II Багатий (685—715)
- Коннахт — Дунхад Муріскі МакТіпрайті (682—689); Фергал Айдні МакАртгайле (689—697)
- Мунстер — Фінгуйне мак Кагайл Кон-кен-магайр (678—696)
- Король піктів — Бруде III (672—693)
- Королівство Нортумбрія — Елдфріт (685—704)
- Королівство Повіс — Белі ап Ейлуд (650—695)
- Королівство Сассекс — Ватт (688—692)
- Стратклайд — Елвін (658—693)
- Улад — Фергус мак Едайн (674—692)
  - Конайлле Муйрхемне — Амалгайд мак Кахасайг (688—741)
- Уснех — Діармайт Діан (653—689); Мурхад Міді (689—715)
- Франкське королівство:
  - Австразія — Теодоріх III (679—691)
  - Нейстрія — Теодоріх III (675—691)
  - Герцогство Васконія — персональна унія з герцогством Аквітанія; Одо Великий (676/700 — 735)
- Фризьке королівство — Радбод (680—719)
- Хозарський каганат — Кабан (668—690)
- Швеція — Івар Широкі Обійми (650—695)
- Святий Престол — папа римський Агафон (678—691)
- Вселенський патріарх — Павло III (687—693)

## Азія
- Близький Схід:
  - Праведний халіфат — Абд аль-Малік ібн Марван (685—705)
  - Вірменський емірат — Мухаллаб ібн Абі-Суфра (686—693)
- Індія:
  - Брамінська династія — Дахір (679—712)
  - Західні Ганги — Шивамара I (679—726)
  - Пізні Гупти — Девагупта (680—703)
  - Камарупа — Віджая (670—725)
  - самраат Кашмірської держави Пратападітья (661—711)
  - Династія Майтрака — Сіладітія III (685—710)
  - Династія Паллавів — Парамешвараварман I (672—700)
  - Держава Пандья — Арікесарі Мараварман (670—710)
  - Раджарата — раджа Аггабодхі IV (673—689); Унханагара Хаттадата (689—691)
  - Чалук'я — Вінаядітья (678—696)
  - Східні Чалук'ї — Мангей Ювараджа (682—706)
- Індонезія:
  - Шривіджая — Джаянаша (671—702)
- Китай:
  - Династія Тан — Жуй-цзун (684—690)
  - Тибетська імперія — Дудсрон (676—704)
- Наньчжао — Мен Лошен (674—712)
- Корея:
  - Об'єднана Сілла — ісагим (король) Сінмун (681—692)
- Паган — король Пеіт Тонг (660—710)
- Персія:
  - Дабуїди — Дабуя (660—712)
- Середня Азія:
  - Західний тюркський каганат — Ашина Юанькін (667—692)
  - Бухархудати — Туксбада (673/681-724)
- Ченла — Джаядеві (681/700-713)
- Японія — Імператор Дзіто (686—703)

## Африка
- Аксумське царство — Дегна Мікаел (663—689); Бар Ікела (689—708)
- Африканський екзархат Візантійської імперії — до 698 невідомі
- Праведний халіфат — Абд аль-Малік ібн Марван (685—705)

## Північна Америка
- Мутульське царство — Баахлах-Чан-К'авііль (679—692)
- Баакульське царство — Кан Балам II (684—702)
- Караколь — Цяах-Как (687?)
- Шукуупське царство — К'ак'-Уті'-Віц'-К'авііль (628—695)
- Яшчилан — Іцамнаах-Б'алам III (681—702)